# عقدة أوسلر

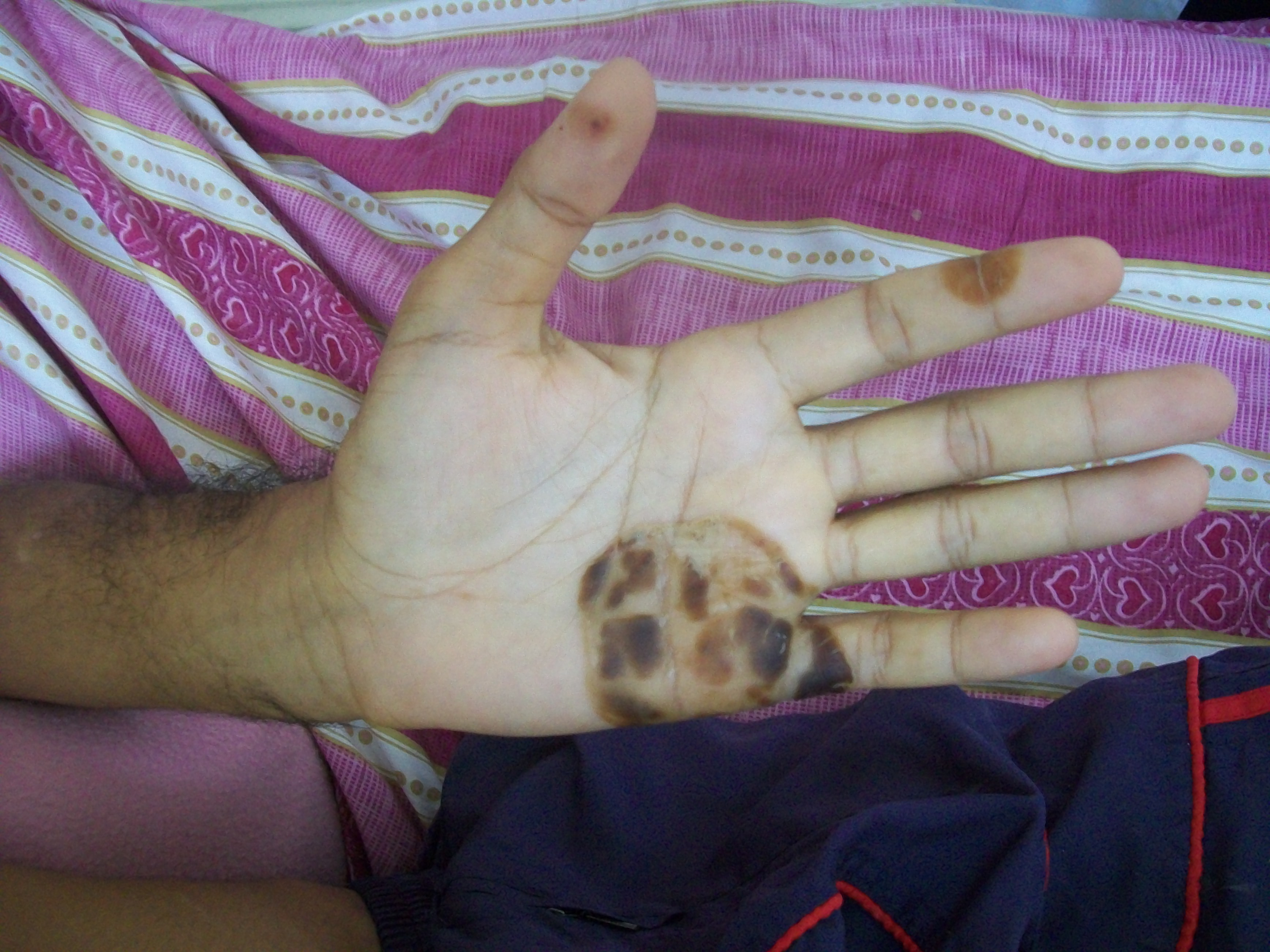
عقد أوسلر

عقد أوسلر (بالإنجليزية: Osler's node)‏ هي آفات بارزة مؤلمة حمراء توجد على اليدين والقدمين. ويرتبط وجودها مع عدد من الحالات، مثل التهاب الشغاف العدوائي؛ وتحدث بسبب ترسب المعقدات المناعية. ووجود عقد أوسلر هو أحد تعريفات علامة أوسلر.

## الأسباب
تنتج عقد أوسلر من ترسب المعقدات المناعية. وتؤدي الاستجابة الالتهابية الناتجة إلى التورم والاحمرار والألم الذي يميز هذه الآفات.
عادة ما تدل عقد أوسلر على التهاب الشغاف الجرثومي تحت الحاد. حيث أن 10-25٪ من مرضى التهاب الشغاف لديهم عقد أوسلر، بجانب علامات أخرى لالتهاب الشغاف تشمل بقع روث وآفات جانواي. ويتم تميز آفات جانواي عن عقد أوسلر بأن الأولى غير مضضية.
يمكن أيضا أن تظهر عقد أوسلر في:
- الذئبة الحمامية الجهازية
- التهاب الشغاف المارانتي
- عدوى نيسرية بنية

## أصل الكلمة
تم تسمية عقد أوسلر علي اسم السير ويليام أوسلر الذي وصفها في أوائل القرن العشرين.